# Jakob Mayenschein
Jakob Mayenschein (* 1. April 1997 in Landshut) ist ein deutscher Eishockeyspieler, der seit Mai 2022 erneut beim EV Landshut aus der DEL2 unter Vertrag steht und dort auf der Position des Stürmers spielt. Zuvor war Mayenschein unter anderem für den EHC Red Bull München, die Augsburger Panther und Düsseldorfer EG in der Deutschen Eishockey Liga (DEL) aktiv.

## Karriere
Mayenschein wurde beim EV Landshut ausgebildet und bestritt in der Spielzeit 2013/14 erste Partien für die Profimannschaft des Vereins in der DEL2. In der Saison 2015/16 sammelte er Auslandserfahrung bei den Erie Otters in der kanadischen Juniorenliga Ontario Hockey League (OHL). Diese hatten ihn im CHL Import Draft 2015 in der zweiten Runde an insgesamt 114. Stelle ausgewählt. Im März 2016 erlitt der Stürmer einen Kreuzbandriss.
Nach seiner Rückkehr aus Kanada absolvierte der Landshuter zwischen Oktober und Ende Dezember 2016 13 Spiele für die zweite Mannschaft des EC Red Bull Salzburg in der grenzübergreifenden Alps Hockey League. Ende Dezember 2016 wechselte er zum EHC Red Bull München in die Deutsche Eishockey Liga (DEL) und wurde zudem mit einer Förderlizenz für den DEL2-Klub SC Riessersee ausgestattet. Ende Januar 2017 wechselte Mayenschein für den Rest der Saison 2016/17 fest zum SC Riessersee. Im August 2019 wurde der Angreifer für eine Spielzeit an die Augsburger Panther aus der DEL ausgeliehen. Anschließend kehrte er zum EHC zurück und kam in der Saison 2020/21 insgesamt 24-mal für diesen zum Einsatz. Anschließend verließ er den EHC und wechselte innerhalb der DEL zur Düsseldorfer EG.
Zur Saison 2022/23 kehrte Mayenstein zu seinem Heimatverein EV Landshut in die DEL2 zurück.

### International
Mayenschein führte den deutschen Nachwuchs bei der World U17-Challenge im Januar 2014 als Mannschaftskapitän aufs Eis. Anschließend spielte er mit der deutschen U18-Auswahl bei den Weltmeisterschaften der Jahre 2014 und 2015 jeweils in der Top-Division. In den Jahren 2016 und 2017, als er jeweils zum besten Spieler seines Teams gewählt wurde, stand er im Kader der deutsche U20-Nationalmannschaft in der Division IA.
Im Frühjahr 2017 wurde Mayenschein erstmals in das Aufgebot der deutschen A-Nationalmannschaft berufen. Weitere Einsätze folgten in der Spielzeit 2019/20.

## Karrierestatistik
Stand: Ende der Saison 2024/25

### International
Vertrat Deutschland bei:
| - World U-17 Hockey Challenge Januar 2014 - U18-Junioren-Weltmeisterschaft 2014 - U18-Junioren-Weltmeisterschaft 2015 | - U20-Junioren-Weltmeisterschaft der Division IA 2016 - U20-Junioren-Weltmeisterschaft der Division IA 2017 |

(Legende zur Spielerstatistik: Sp oder GP = absolvierte Spiele; T oder G = erzielte Tore; V oder A = erzielte Assists; Pkt oder Pts = erzielte Scorerpunkte; SM oder PIM = erhaltene Strafminuten; +/− = Plus/Minus-Bilanz; PP = erzielte Überzahltore; SH = erzielte Unterzahltore; GW = erzielte Siegtore; 1 Play-downs/Relegation; Kursiv: Statistik nicht vollständig)